# عقد استعبادي
عقد استعبادي (هانغل:노예 계약؛ هانجا: 奴隸契約) هو عقد يعقد على المدى الطويل، وغالبًا ما يتضمن نوع من أنواع الظلم. يعقد مع مغنين الـبوب كوريمن قبل وكالات إدراية كورية جنوبية ترفيهية مختصة.

 

## التعريف
وفقًا لتعريف صَحفية بي بي سي لوسي ويليامسون، بعض مغنين البوب الكوري المعروفين قد بنيت شهرتهم على عقود شبه استعبادية حصرية وطويلة المدى لقبت بكونها استعبادية لشروطها الظالمة التي تربطهم بالوكالات الإدارية، بأجر قليل وعدم قدرة الفنانين على التحكم بمجرى تلك العقود. [1]

## ظروفها
المتدرب الذي يوافق ويوقع عقد استعبادي غالبًا ما يوضع في برامج تدريب قد تشبه بالمصانع في طبيعتها. صَحفي الجزيرة درو امبروز قد بلغ أن متدرب الفرقة الكورية رانيا خاضت نوع من «النظام الصارم» من الغناء، والتايكوندو، والحمية الغذائية. ويتم حد تواصل المتدرب مع أفراد عائلته وأصدقائه. [3]